# Segwagwa
Segwagwa – wieś w Botswanie w dystrykcie Southern. Według spisu ludności z 2011 roku wieś liczyła 1056 mieszkańców.